# Altirhinus
Az Altirhinus (jelentése 'magas orr', a latin altus 'magas' és az ógörög ρηνος / rénosz 'orr' szavak összetételéből) az iguanodontia ornithopoda dinoszauruszok egyik neme, amely a kora kréta időszakban élt a mai Mongólia területén. Két lábon járó növényevő volt, de a földről való táplálkozás idején négy lábra ereszkedhetett. A testhossza 8 méter lehetett az orrától a farka végéig. A koponyája, ami elérte a 760 milliméteres hosszúságot, széles szájjal volt ellátva, névadó jellegzetességéhez, az orrához pedig egy magas ív tartozott. Egyetlen faja vált ismertté, az A. kurzanovi, melyet az ismert orosz őslénykutató, az első példányt 1981-ben felfedező Szergej Kurzanov tiszteletére neveztek el.

## Felfedezés
Az Altirhinus összes ismert példányát egy szovjet és mongol tudósokból álló expedíció fedezte fel 1981-ben a Khukhtek Formációban, a mongóliai Dornogovi ajmag területén. A Khukhtek Formáció a kora kréta időszak apti–albai korszakai idején, 125–100 millió évvel ezelőtt jött létre. A Psittacosaurus és a kezdetleges ankylosaurida, a Shamosaurus maradványait szintén ezekben a kőzetekben találták meg.
Több különböző korú és méretű példány vált ismertté. A holotípus egy a bal oldalán jó állapotban megőrződött koponya és a koponya alatti (posztkraniális) csontváz részei, köztük a kezek, a lábfejek a váll és a medence darabjai. Egy jóval töredékesebb koponya is előkerült, néhány bordával, csigolyával és egy teljes mellső lábbal együtt. A kisebb, harmadik példányhoz több lábcsont és 34 egymást követő farokcsigolya tartozik. A közelében két kisebb, töredékes csontvázra is rábukkantak, ami valószínűleg fiatal egyedeké volt.
Az állat maradványait eredetileg az elsőként 1952-ben leírt Iguanodon orientalis fajhoz kapcsolták. Azóta viszont kiderült, hogy az I. orientalis túl töredékes, nem diagnosztikus és szinte megkülönböztethetetlen az európai I. bernissartensistől. Mivel az I. orientalis egyetlen jellemzője sem hasonlít kizárólag az 1981-es példányokra, és világosan megkülönböztethető a Iguanodontól, új nevet kellett találni a számára. A brit őslénykutató David B. Norman, 1998-ban elnevezte Altirhinus kurzanovinak.

## Taxonómia
Az Altirhinus kétségtelenül egy fejlett iguanodontia, amely bazális a Hadrosauridae családhoz viszonyítva, de vitatott, hogy hol helyezkedik el a nem és a faj az ornithopodák családfáján. Az eredeti leírás szerint az állat az Iguanodonnal és az Ouranosaurusszal együtt az Iguanodontidae családba tartozik. Az összes újabb elemzés alapján az Altirhinus fejlettebb e két nemnél, de bazálisabb a Protohadrosnál, a Probactrosaurusnál és a hadrosauridáknál. A két korábbi tanulmány az Eolambiát az Altirhinus és a hadrosauridák között helyezi el, míg Norman elemzése szerint a két nem egy kládba tartozik.
A Fukuisaurus, amely az elemzések közül csak az egyik korábbiban szerepel, bazálisabb az Altirhinusnál.

## Ősbiológia
Az Altirhinus anatómiája több szempontból is lehetővé teszi a viselkedésével kapcsolatos elmélkedést.

### Mozgás
Mivel a mellső lábai nagyjából fele olyan hosszúak, mint a hátsók, ezért úgy tűnik, hogy az Altirhinus főként a két hátsó lábán járt. Azonban a csukló csontok vastagok és masszívak voltak, a kéz három középső ujja kiszélesedett, túlfeszíthetővé vált és pataszerű csontokban végződött. Ez azt jelzi, hogy a mellső lábak szintén képesek voltak a súly megtartására. Sok ornithopodához hasonlóan az Altirhinus jelentős mennyiségű időt töltött négy lábon, valószínűleg táplálkozás közben.

### Táplálkozás
Míg a mellső lábak három középső (II-es, III-as és IV-es) ujja széles volt és valószínűleg a súly megtartására szolgált, addig a külső (I-es és V-ös) ujjak különféleképpen módosultak. Az első ujj az Iguanodonéhoz hasonló egyszerű hegyes tüskévé alakult. A védekezés mellett a termések vagy gyümölcsök héjának feltörésére is alkalmas lehetett. Az ötödik ujj valamelyest szembefordítható volt a többivel, és az állat a gyümölcsök megragadására használhatta. A száj elején levő szarucsőr és a száj oldalsó rágó fogai között egy nagy rés (diasztéma) helyezkedett el, ami lehetővé tette a két rész független működését, ezért az Altirhinus a csőrével darabolhatta az ételt, miközben a fogaival rágott. Több növényevő emlős, melynél hasonló adaptáció figyelhető meg, képes a metszőfogaival darabolni anélkül, hogy az megzavarná az őrlőfogaival való rágást. Az Altirhinus a megnyúlt orrú, fejlett iguanodontiák egyike volt. Elég valószínű, hogy ez a „kacsacsőrűként” ismert hadrosauridákkal való konvergens evolúció példája. Ezek az adaptációk párhuzamba állíthatók több ma élő, különböző fejlődési vonalhoz tartozó növényevő emlősével. A modern szarvasmarhák, lovak és a fehér orrszarvúk mind széles pofával rendelkeznek és mindegyikük legelő állat. A legelés leggyakrabban a talaj szintjén történik, és az Altirhinus, valamint a rokonságába tartozó fajok megnyúlt pofája a legeléshez való adaptáció volt, ami a fejlettebb iguanodontiák mellső lábára jellemző súlytartó adaptációkra is magyarázattal szolgálhat, mivel ezek által a fej közelebb kerülhetett a talajhoz.

### Orrív

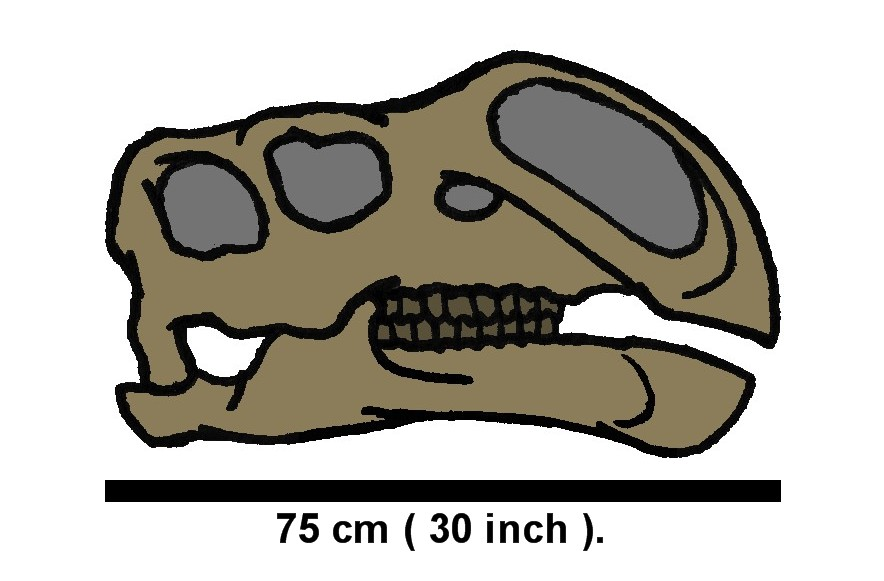
Az Altirhinus koponyájáról készült illusztráció

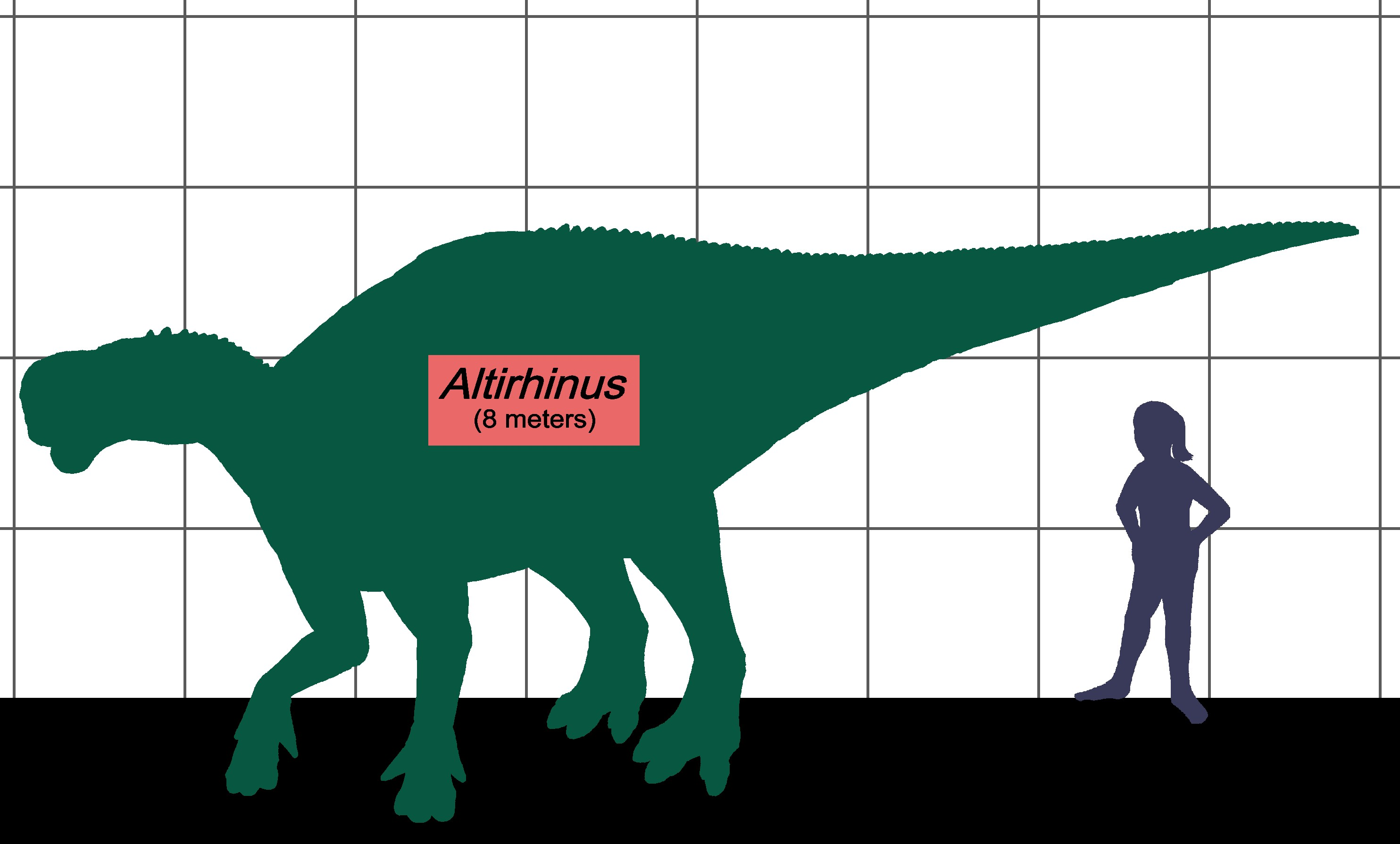
Az Altirhinus és az ember méretének összehasonlítása.

Az Altirhinusra jellemző ívelt orr főként az orrcsontokból alakult ki, és ahhoz hasonló, ami az ausztrál Muttaburrasaurusnál látható. Az orrív funkciójával kapcsolatban több különböző ötlet merült fel. A vért hűtő és a vizet megőrző szöveteket tartalmazhatott, vagy javíthatta a szaglóérzéket. Esetleg hang vagy vizuális jelek útján kommunikáció céljára is szolgálhatott. Mindössze két koponyát fedeztek fel, ezért lehetséges, hogy az ívelt orr csak az egyik nemre volt jellemző, így elképzelhető, hogy az állat a párzás során történő pózolásra használta, a modern elefántfókákhoz hasonlóan.

## Fordítás
- Ez a szócikk részben vagy egészben az Altirhinus című angol Wikipédia-szócikk ezen változatának fordításán alapul.  Az eredeti cikk szerkesztőit annak laptörténete sorolja fel. Ez a jelzés csupán a megfogalmazás eredetét és a szerzői jogokat jelzi, nem szolgál a cikkben szereplő információk forrásmegjelöléseként.